# Place Saint-Michel
Die Place Saint-Michel ist ein Platz im Pariser Quartier Latin an der Grenze des Quartier de la Sorbonne des 5. mit dem Quartier de la Monnaie des 6. Arrondissements der französischen Hauptstadt.
Bis 1850 existierte weiter südlich ein gleichnamiger Platz, der beim Bau des Boulevard Saint-Michel verschwand.

## Lage
Auf der Rive Gauche unmittelbar am linken Seineufer gelegen bildet der Platz die Schnittstelle der Straßenzüge Pont Saint-Michel–Boulevard Saint-Michel und Quai des Grands Augustins–Quai Saint-Michel. Zudem gehen die Rue Danton und die Rue de la Huchette von dort ab.
Unter dem Platz und der Rue Danton liegt die Station Saint-Michel der Metrolinie , am Bahnhof Saint-Michel - Notre-Dame halten die RER-Züge der Linien  und . Zudem ist der Platz mit den Buslinien 21, 24, 27, 38, 85, 96, und OpenTour erreichbar.

## Name
Der Platz verdankt seinen Namen der Brücke Pont Saint-Michel, an deren Südkopf er liegt. Deren Name ergibt sich aus der Nachbarschaft zur 1784 zerstörten Kirche Saint Michel du Palais auf der Île de la Cité im 1. Arrondissement.

## Geschichte
Die Place Saint-Michel entstand im Jahr 1855 unter der Herrschaft Napoleons III. im Zuge der Errichtung des Boulevard Saint-Michel. Die Anlage dieses Platzes hatte das Verschwinden der Place du Pont-Saint-Michel, von Teilen der Straßen Rue Saint-André des Arts und Rue de l'Hirondelle sowie des Quai des Grands Augustins zur Folge. Der Pont Saint-Michel aus dem 14. Jahrhundert wurde zusammen mit dem Platz erneuert.
Der bekannte Brunnen auf der Südseite des Platzes, die Fontaine Saint-Michel, wurde 1860 von Gabriel Davioud erschaffen. 1864 erhielt der Platz offiziell seinen Namen.
Im August 1944 war die Place Saint-Michel Schauplatz von Kämpfen zwischen Anhängern der französischen Résistance und den deutschen Besatzern, die mit der Befreiung von Paris am 25. und 26. August 1944 durch alliierte Streitkräfte endeten.

Platz, Brücke und Fontaine Saint-Michel auf einer Gravur (Ende des 19. Jahrhunderts)
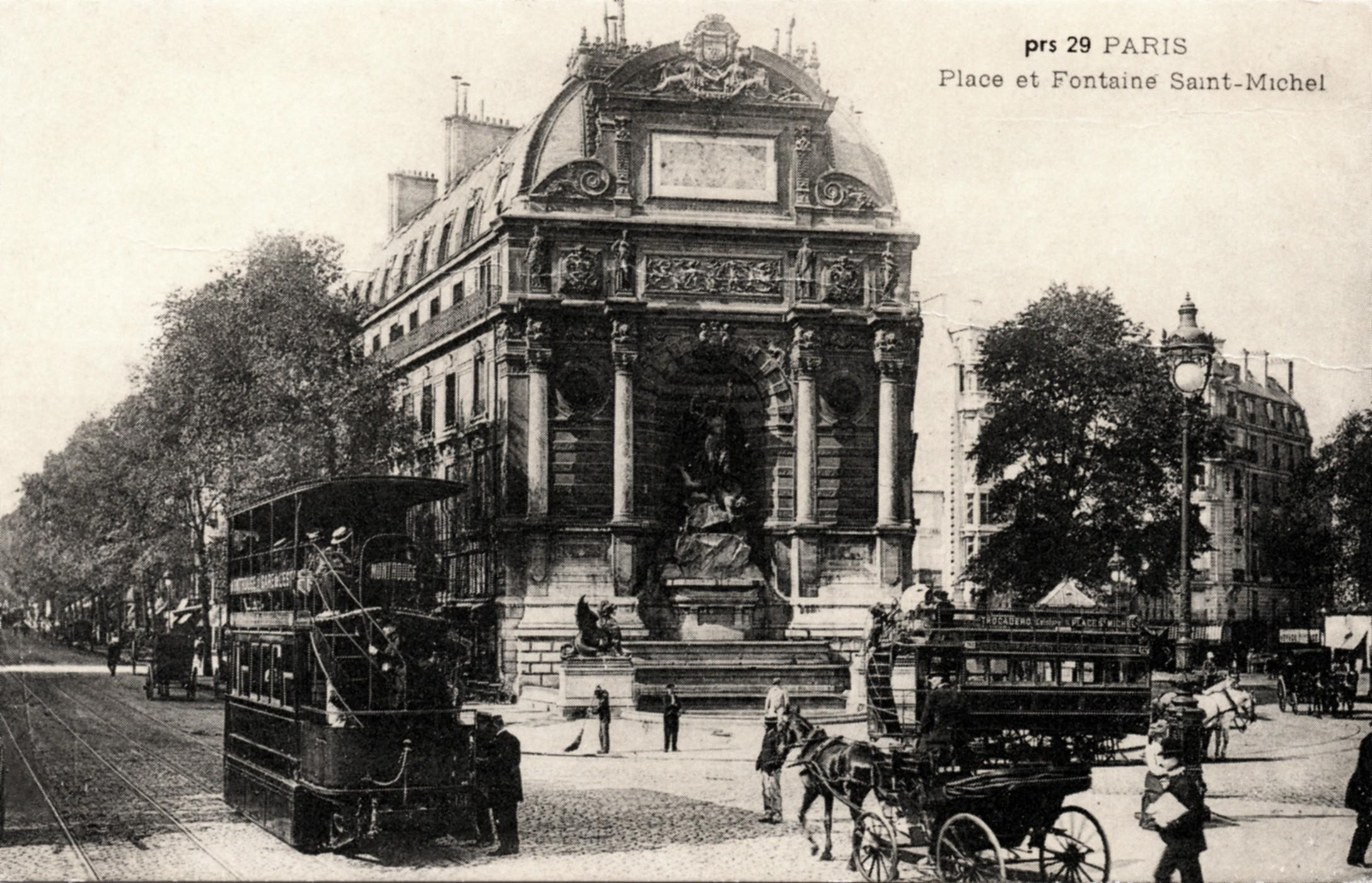
Fontaine Saint-Michel und mit Druckluft betriebener Straßenbahnwagen (um 1900)
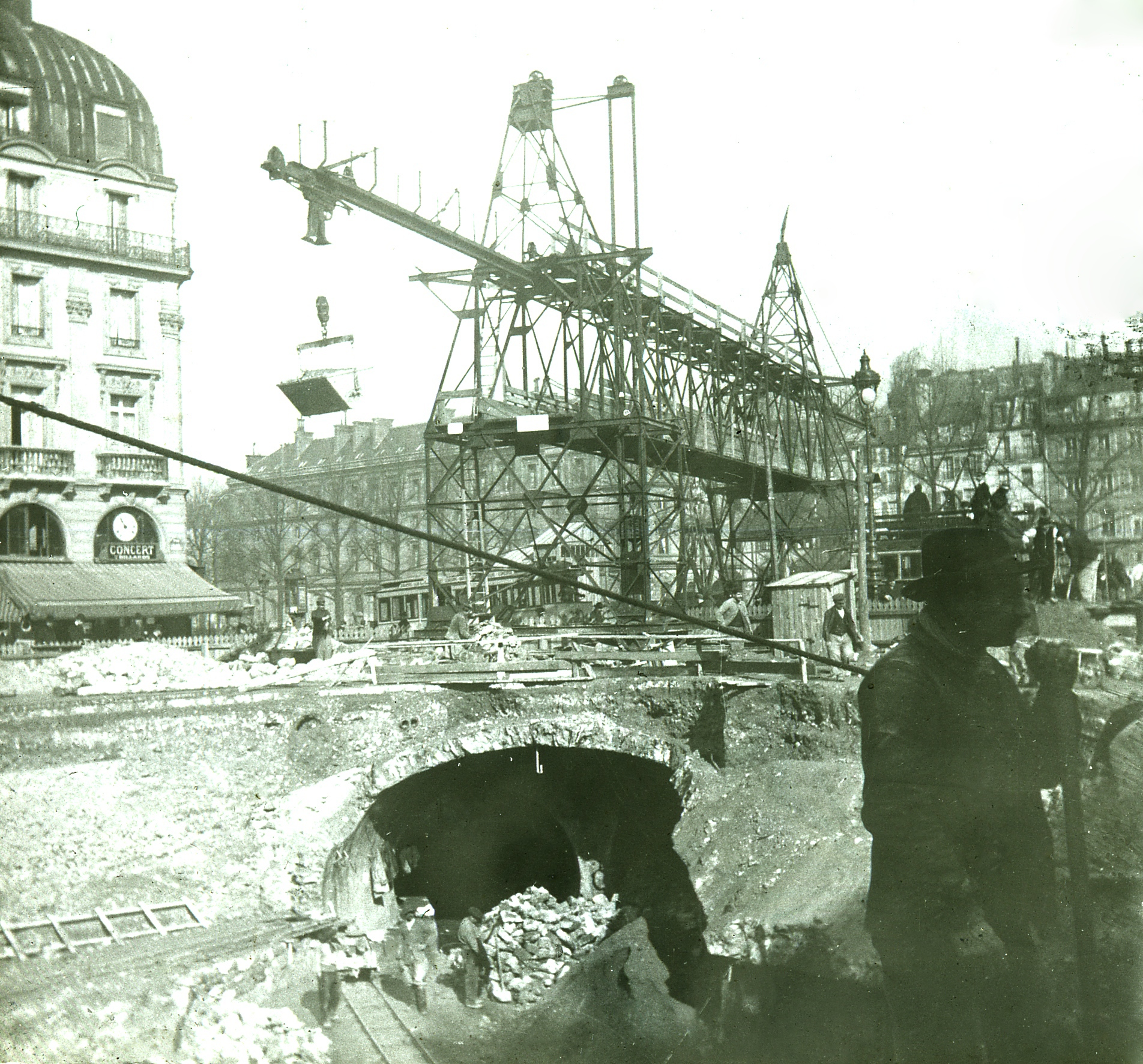
Zerstörung eines Abwasserkanals während des Baus der Metro (1906)

## Infrastruktur und Ausblick

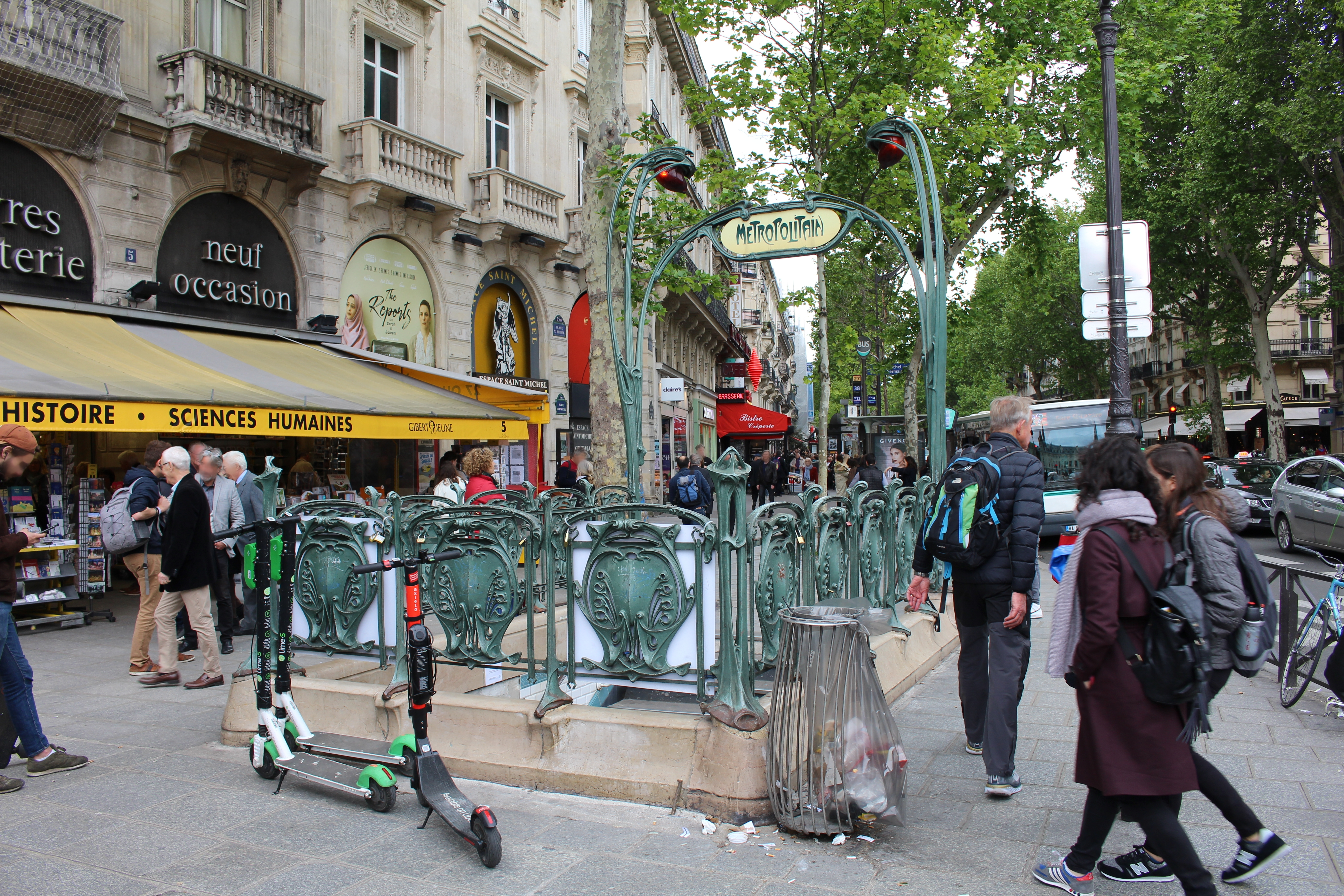
Von Hector Guimard im Stil des Art nouveau gestalteter Zugang zur Métro

Am 28. Mai 1900 wurde der Bahnhof Saint-Michel – Notre-Dame eröffnet, seit 1979 wird diese Station von der Linie C des Réseau express régional d’Île-de-France (RER) bedient. 1988 kam dazu rechtwinklig angelegt eine Station für die RER-Linie B hinzu. Die im Senkkastenverfahren errichtete Métrostation Saint-Michel wurde am 9. Januar 1910 in Betrieb genommen.
Rund um die Place Saint-Michel gibt es neben Boutiquen, Kinos, Cafés und Restaurants zahlreiche Buchhandlungen, darunter mehrere Geschäfte der traditionsreichen Pariser Buchhandlung Gibert Jeune. Vom Platz aus bietet sich ein Blick auf die Bauwerke der Île de la Cité wie etwa den Palais de Justice, die Polizeipräfektur und die Kathedrale Notre-Dame de Paris.